# 1983 في رومانيا
فيما يلي قوائم الأحداث التي وقعت خلال عام 1983 في رومانيا.

## رياضة
- 2 يوليو – دوري الدرجة الأولى الروماني 1982–83 الفائز دينامو بوخارست.

## مواليد

### يناير
- 16 يناير – أليكساندرو مارك لاعب كرة قدم روماني.
- 17 يناير – يونوت كريستيان ستانكو لاعب كرة قدم روماني.

### فبراير
- 19 فبراير – رازوان كوتسيش لاعب كرة قدم روماني.
- 24 فبراير – أوفيديو أنطون مغني روماني.

### مارس
- 26 مارس – أوانا بوندار لاعبة كرة يد رومانية.
- 31 مارس – أدريان كروسيات لاعب كرة مضرب روماني.

### أبريل
- 17 أبريل – أيوانا غاسبار إيفان لاعبة كرة مضرب رومانية.
- 18 أبريل – إدوارد كريستيان زيمارمان لاعب كرة قدم روماني.

### مايو
- 11 مايو – فيكتور إيونيتا لاعب كرة مضرب روماني.
- 29 مايو – إدوارد نيكولا لاعب كرة قدم روماني.

### يوليو
- 16 يوليو – أدريان بيت لاعب كرة قدم روماني.
- 19 يوليو – نيكولاي غريغوري لاعب كرة قدم روماني.

### سبتمبر
- 30 سبتمبر – أندريا رادوكان لاعبة جمباز فني رومانية.

### أكتوبر
- 3 أكتوبر – دانيال أليكساندرو ديفيد لاعب كرة قدم روماني.
- 16 أكتوبر – كريستيان يانو لاعب كرة قدم روماني.

### نوفمبر
- 9 نوفمبر – غابرييل تاماس لاعب كرة قدم روماني.
- 14 نوفمبر – أدريانا نيشيتا لاعبة كرة يد رومانية.
- 15 نوفمبر – أدريانا مولدوفان لاعبة كرة يد رومانية.
- 30 نوفمبر – أدريان كريستيا لاعب كرة قدم روماني.

## وفيات

### مارس
- 15 مارس – كولومان براون بوغدان (مواليد 1905) لاعب كرة قدم روماني.

### أغسطس
- 2 أغسطس – رودولف كوتورماني (مواليد 1911) لاعب كرة قدم روماني.

### سبتمبر
- 10 سبتمبر – فيكتور تشوكالتيا (مواليد 1932) لاعب شطرنج روماني.

### ديسمبر
- 13 ديسمبر – نيكيتا ستانيسكو (مواليد 1933) كاتب روماني.